# Pecesor
Koordináták: é. sz. 45° 43′ 13″, k. h. 19° 55′ 10″45.720278°N 19.919444°E
Pecesor (szerbül Пољаница/ Poljanica) falucska Szerbiában, a Vajdaság Dél-bácskai körzetében, Óbecse község területén. Közigazgatásilag egyelőre nem alkot önálló települést, hanem Óbecse városhoz tartozik.

## Fekvése
Óbecse város közelében, a várostól északnyugatra, Péterréve határában fekszik. A Tisza és a Ferenc-csatorna közelében, a Bácska rendkívül termékeny rónaságainak része.

## Adminisztratív státusa
Pecesor az 1960-as évekig még tanyaközösségnek számított. 1997-ben helyi közösség státust nyert, de továbbra sem vált önálló kataszteri községgé, hanem az óbecsei, illetve a péterrévei kataszteri községek osztoztak területén.
Pecesor önálló kataszteri státusának elnyerése folyamatban van. 2007-ben sor került 30 olyan földmérői pont kijelölésére, amelyek segítségével az új kataszteri község határát kívánják pontosítani.

## Népesség
Mintegy kétszázan lakják, főleg magyarok. A délvidéki magyarok többségéhez hasonlóan, a pecesoriak is többnyire katolikus vallásúak.

## Falufejlesztés
A vidék urbanizálása az 1960-as években indult el. Először áramot, majd aszfaltutat kapott a falu. Ma már két irányból, Óbecséről s Péterrévéről is akadálytalanul megközelíthető a település. Kiépült a vízvezeték is, van helyi orvosi rendelő, óvoda, iskola és egy művelődési otthon. A meglévő kis kápolnát egy tágasabb templommá bővítették. Az Arany János Kultúrotthon udvarában egy tágas, több rendeltetésű nyári színpad épült, amely időszaki rendezvények megtartása mellett nyári tánctáborok színhelyéül is szolgálhat. Egy civil összefogás eredményeként tejátvevő állomás épült a faluban.
Tervben van a vízvezeték-hálózat további bővítése, illetve felújítása. A távlati tervek között szerepel a vezetékes telefonhálózat kiépítése. Hasonlóképpen régi álom, hogy Pecesor egy harmadik úttal, a topolyai útra vezető, 4 kilométeres szakasszal is a külvilághoz csatlakozzon.